# Barragem do Alvito
A barragem de Alvito localiza-se no concelho de Cuba, distrito de Beja, Portugal. Situa-se na Ribeira de Odivelas. A barragem foi projectada em 1970 e entrou em funcionamento em 1977.
O seu Plano de Ordenamento da Albufeira foi aprovado através da Resolução do Conselho de Ministros n.º 151/98, de 26 de Dezembro.

## Barragem
É uma barragem de aterro. Possui uma altura de 48,5 m acima da fundação (44 m acima do terreno natural) e um comprimento de coroamento de 1.105 m. O volume da barragem é de 2,285 Mio. m³. Possui uma capacidade de descarga máxima de 46 (descarga de fundo) + 56 (descarregador de cheias) m³/s.

## Albufeira
A albufeira da barragem apresenta uma superfície inundável ao NPA (Nível Pleno de Armazenamento) de 14,8 km² e tem uma capacidade total de 132,5 Mio. m³. As cotas de água na albufeira são: NPA de 197,5 metros, NMC (Nível Máximo de Cheia) de 198,85 metros e NME (Nível Mínimo de Exploração) de 172 metros.